# Olof Norbeck
Nils Olof (Olle) Axel Norbeck, född 18 juli 1896 i Hedvig Eleonora församling, Stockholm, död 30 oktober 1976 i Djursholm, Danderyds församling, Stockholms län, var en svensk bankman.
Norbeck var  VD för Stockholms sparbank 1936-1961. 1942-1961 var han  ordförande i Sparfrämjandet och spelade därigenom en viktig roll i sparbankernas sparfrämjande verksamhet. Var även ordförande för Djursholms stadsfullmäktige för Högerpartiet, samt aktiv i Samfundet Djursholms Forntid och Framtid. Olle Norbeck var även en stor kännare av Nordamerikas indianer och grundade 1959 Indianklubben. Han skapade dioramat "Någonstans i Vilda Västern", som visar prärieindianernas liv och som sedan 1972 finns utställt på Etnografiska museet.
Olof var Riddare av Vasaorden och Riddare, sedermera Kommendör av Nordstjärneorden.